# Farciarz Gilmore
Happy Gilmore – sportowy film komediowy z roku 1996. Występują Adam Sandler, Carl Weathers, Julie Bowen, Allen Covert, Frances Bay i Christopher McDonald.

## Role główne
- Adam Sandler – Happy Gilmore
- Christopher McDonald – Shooter McGavin
- Julie Bowen – Virginia Venit
- Frances Bay – babcia Gilmore'a
- Carl Weathers – "Chubbs" Peterson
- Allen Covert – Otto
- Richard Kiel – pan Larson
- Dennis Dugan – Doug Thompson
- Bob Barker – on sam
- Kevin Nealon – Gary Potter